# Реувейк-Брюг
Реувейк-Брюг (нід. Reeuwijk-Brug) — село в нідерландській провінції Південна Голландія. Входить до муніципалітету Бодегравен-Реувейк.
Його площа становить 23,64 км², а населення станом на 2021 рік складало 8 560 осіб.

## Галерея

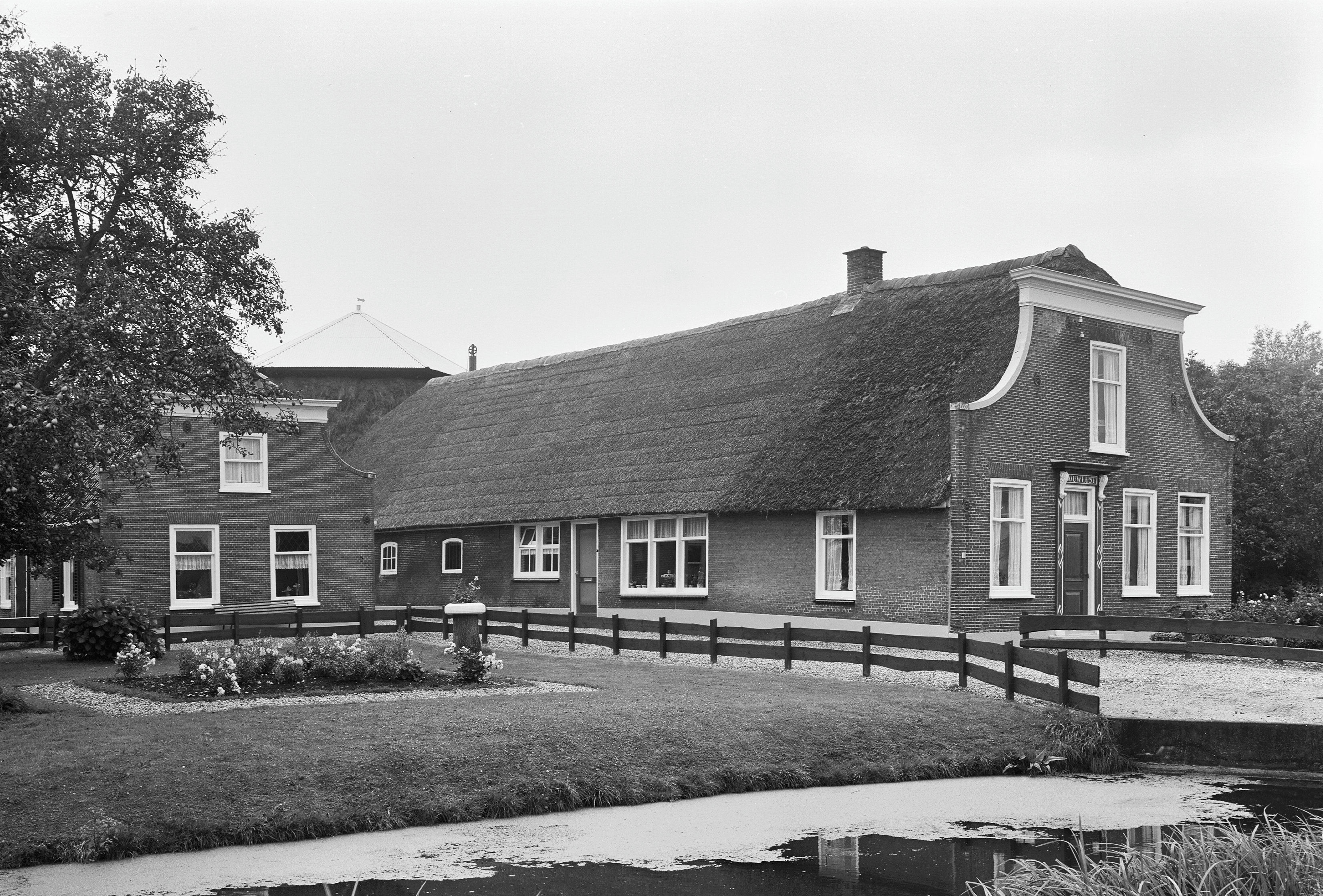
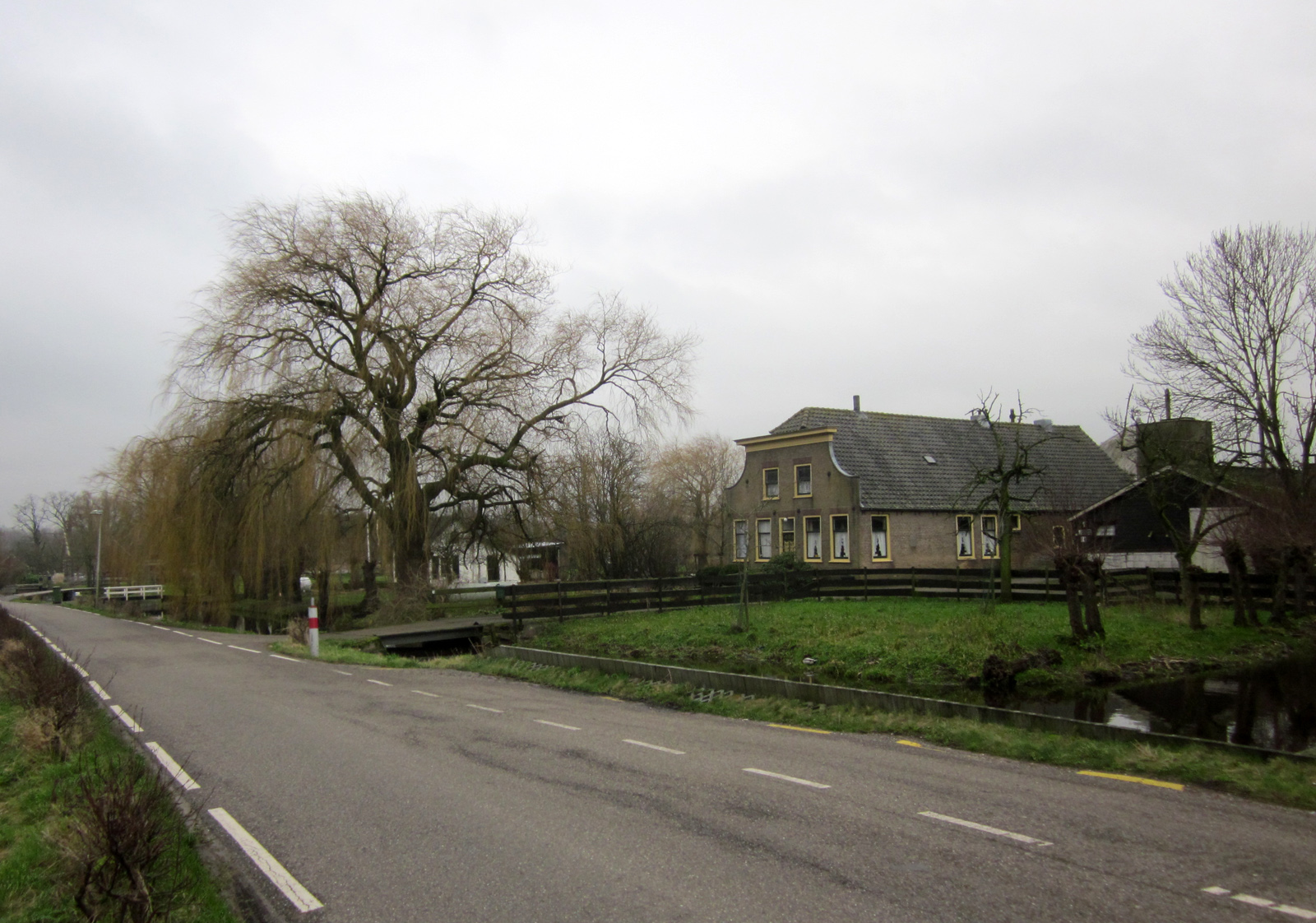
Ферма у Реувейк-Брюзі
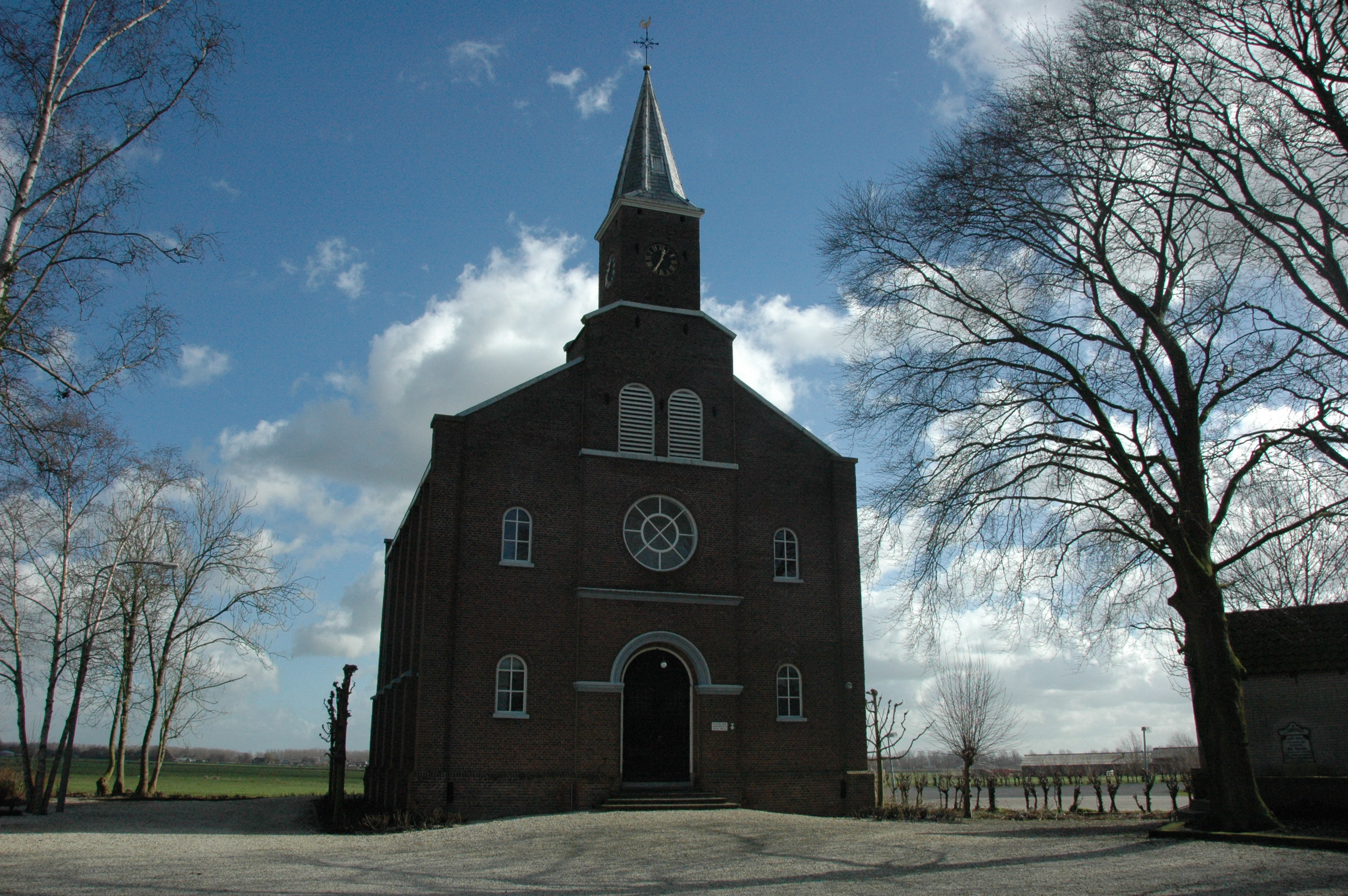
Менонітська церква
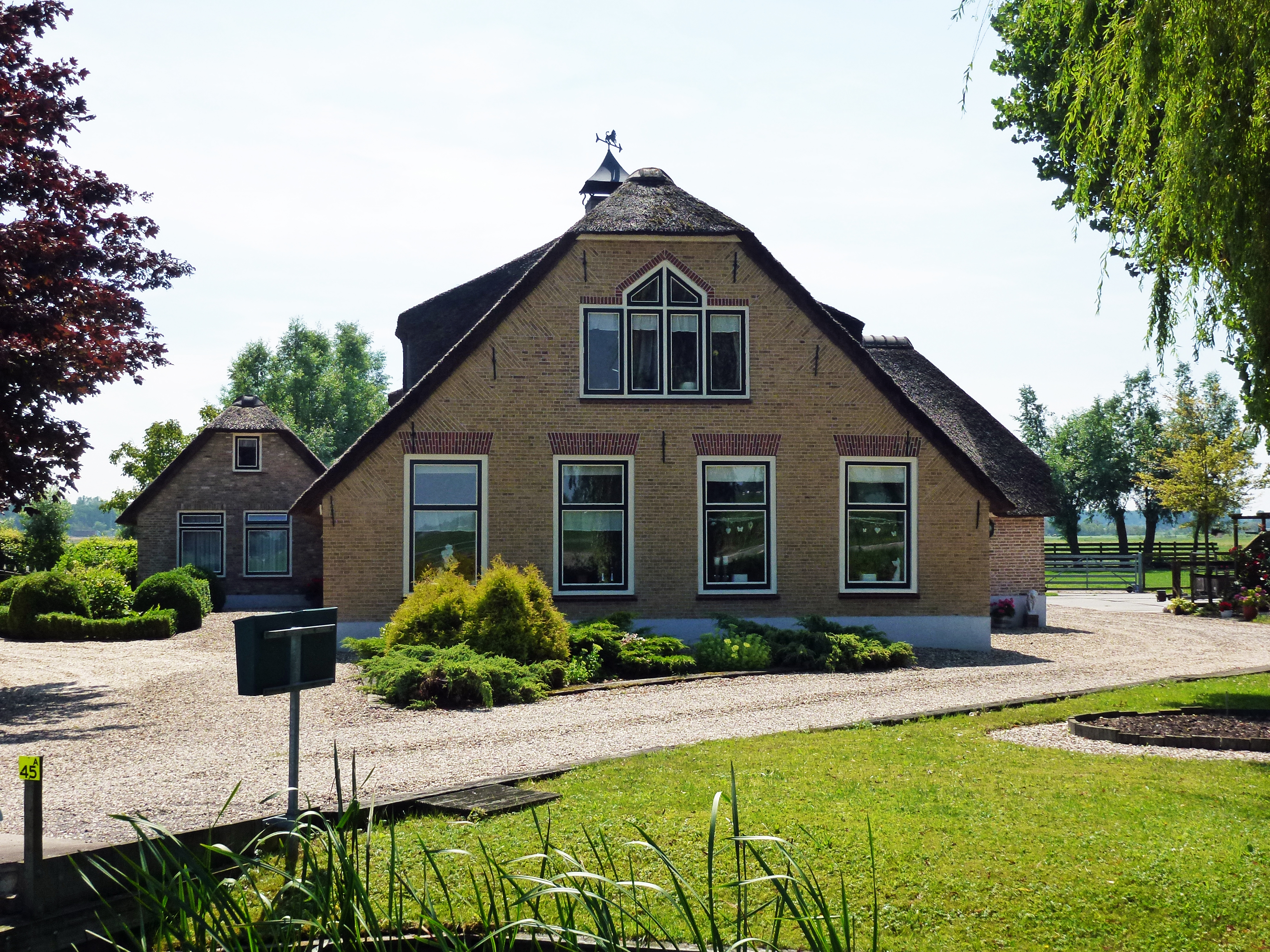
Ферма у Реувейк-Брюзі